# The Vine Tree
A The Vine Tree egykori fogadó a walesi Monmouth központjában, a Monnow Streeten. Az épület II. kategóriás brit műemlék (British Listed Building) 1970. november 18. óta.

## Leírása
Az épület homlokzata György-korabeli stílusjegyeket visel magán. Az épület hátsó traktusát szinte teljes mértékben átépítették, mindössze néhány középkori ablakkeret utal eredeti kinézetére. Az épület hátsó része a 16. századból származik, a kornak megfelelően favázas szerkezetű. A homlokzatot a 18. században építették és az 1800-as években emelték meg. A háromszintes, szimmetrikusan elrendezett homlokzatú épületet palatető fedi. Bejárata keskeny, háromszögletű előtetővel.

## Története
Eredeti neve The Coach and Horses volt. Egyike a város legrégebbi fogadóinak. Építésére vonatkozóan nincsenek pontos adatok. 1792-ben egy helyi sörgyáros, Thomas Hill vásárolta meg. 1828 előtt még tulajdonképpen két épület volt. 1820-ban vette fel a mai nevét. 1828-ban a mai épület helyén egy sörgyár, istálló, pince és kert állt. Amikor 1842-ben eladták, az épület hátsó traktusában egy fegyverkészítő, egy asztalos, egy szabó, egy pék, egy üveges és egy teakereskedő lakott. Az épület 1859-ben váltott ismét gazdát, ekkor Richard Jones vásárolta meg. 1920-ban Albert Johnstone szerezte meg, majd 1940-ben a Ross-on-Wye-ban székelő Alton Court Brewery sörgyár birtokába került. 1962-ben a West Country Breweries tulajdona volt. Majd egy ideig a Whitbreadé is volt. A fogadó napjainkban csak kérésre, események alkalmával tart nyitva. 

## Fordítás
- Ez a szócikk részben vagy egészben  a   The Vine Tree című angol Wikipédia-szócikk ezen változatának fordításán alapul.  Az eredeti cikk szerkesztőit annak laptörténete sorolja fel. Ez a jelzés csupán a megfogalmazás eredetét és a szerzői jogokat jelzi, nem szolgál a cikkben szereplő információk forrásmegjelöléseként.